# Charles Estienne
Charles Estienne, nome latino Carolus Stephanus (Parigi, 1504 – 1564), è stato un medico, scrittore e stampatore francese.

## Biografia
Apparteneva alla grande famiglia degli stampatori dello stesso nome (terzo figlio di Henri Estienne il Vecchio), e fu il genero di Simon de Colines. Fu educato alla conoscenza delle belle lettere e delle lingue antiche. Lavorò per un po' nell'atelier di famiglia e poi studiò medicina a Parigi presso Jacobus Sylvius contemporaneamente a Vesalio.

### Carriera medica
Prima di diventare egli stesso stampatore, si era dedicato alle lingue antiche e poi alla medicina, come Rabelais. Lazare de Baïf gli affidò l'educazione del figlio Jean Antoine e lo portò con sè nelle sue missioni diplomatiche in Germania e in Italia, affinché potesse continuare le cure al suo allievo. A Venezia, Estienne fece amicizia con Paolo Manuzio, che in alcune sue lettere parla di lui in termini molto onorevoli.
Si impegnò nella pubblicazione di un'"Anatomia illustrata" con il suo amico Estienne de la Rivière, chirurgo e incisore, che iniziò l'incisione dei legni fin dal 1530.
Nel 1542 divenne Rettore della Facoltà di Medicina di Parigi ed esercitò la professione fino al 1550. Si devono a lui molte importanti scoperte in campo anatomico. In osteologia, scoprì i forami nutritivi delle ossa di cui comprese il ruolo fisiologico. In neurologia, descrisse il trigemino, il nervo frenico e il nervo pneumogastrico. Nel 1539 fu il primo a menzionare le valvole venose del fegato nel suo libro De Dissectione Partium Corporis Humani Libri Tres (pubblicato nel 1545); nel 1751, Albrecht von Haller lo definì infatti «primo autore delle valvole» (primus valvularum auctor), ma le vene del fegato sono difficili da osservare, e la storia ricorderà un altro nome per la scoperta di queste valvole, Girolamo Fabrizi d'Acquapendente.

### Stampatore
Nel 1550, a seguito della fuga del fratello Robert Estienne a Ginevra, dovette riprendere la direzione della stamperia di famiglia e firmò la sua disgrazia. Basandosi sui manoscritti della biblioteca del re, Charles Estienne pubblicò nel 1551 la prima edizione del testo greco dello storico Appiano di Alessandria, in caratteri Garamond, e ottenne il titolo di stampatore del re, con lettera patente del 26 febbraio 1552.
Condannato nel 1557 nell'affare del font tipografico detto dei "Greci del re"", i suoi beni furono sequestrati più volte nel 1561, 1562 e 1563
. 
Morì rovinato nel 1564. Sua figlia Nicole Estienne rinunciò insieme al marito Jean Liébault alla sua successione.
Secondo Michel Maittaire
, 
la bellezza delle edizioni pubblicate da Charles Estienne non fu mai superata: egli avrebbe eguagliato, con la sua erudizione, i più dotti stampatori, e pochi hanno pubblicato più libri di lui in così poco tempo.
Estienne fu autore di vari dizionari e di molte altre opere. Per la lista completa si veda in Jean-Pierre Niceron, Memoires pour servir a l'histoire des hommes illustres dans la republique des lettres, Génève, t. 36.; Slatkine reprints 1971, .